# 青藤生小煤炱
青藤生小煤炱（学名：Meliola illigericola）是属于小煤炱目小煤炱科小煤炱属的一种真菌，寄生在青藤属植物上。该种分布于中国。